# 龍潭駅 (広州市)
龍潭駅（りょうたんえき）は中華人民共和国広東省広州市海珠区に位置する広州地下鉄11号線及び18号線の駅である。

## 歴史
- 2021年9月28日：18号線の駅として開業[1]。
- 2024年12月28日：11号線の開業により、乗り換え駅となる[2]。

## 隣の駅
広州地下鉄
■11号線
大塘駅  - 龍潭駅 - 赤沙駅
■18号線
磨碟沙駅 - 龍潭駅 - 沙渓駅